# Relazioni bilaterali tra Italia e Moldavia
Le relazioni bilaterali tra Italia e Moldavia fanno riferimento ai rapporti diplomatici tra la Repubblica Italiana e la Repubblica di Moldavia. L'Italia ha un'ambasciata a Chișinău, la Moldavia ha un'ambasciata a Roma, due Consolati Generali a Milano e Napoli e quattro consolati onorari a Ascoli Piceno, Bari, Firenze e Padova.

## Storia
Nel 1992 l'Italia fu uno dei primi paesi a riconoscere l'indipendenza della Moldavia dall'Unione Sovietica.
Nel 2014, il Ministro per gli Affari Esteri italiano lodò la Moldavia per aver scelto "la strada verso ovest, mantenendo però buone relazioni con l'est".